# بوئنا ویستا، شهرستان آمادور، کالیفرنیا
بوئنا ویستا (به انگلیسی: Buena Vista) یک منطقهٔ مسکونی در ایالات متحده آمریکا است که در شهرستان آمادور، کالیفرنیا واقع شده‌است. بوئنا ویستا ۴٫۲۰ کیلومتر مربع مساحت و ۴۲۹ نفر جمعیت دارد و ۹۰ متر بالاتر از سطح دریا واقع شده‌است.